# Лаборатория Дубльвэ
«Лаборатория Дубльвэ» — фантастический роман Александра Беляева. Одно из последних крупных произведений писателя.

## История
Роман был впервые опубликован в 1938 году в журнале «Вокруг света» (1938, № 7—9, 11—12).

## Сюжет
Действие происходит в Ленинграде в недалёком коммунистическом будущем.
Аспирантка Нина Никитина приходит в Институт экспериментальной медицины, чтобы делать кандидатскую диссертацию, но не может выбрать руководителя из двух «друзей-соперников»: прочно «стоящего на ногах» прагматика Сугубова и «мечтателя» Лаврова. Сами профессора предлагают поработать с обоими, а затем выбрать. Она начинает работать с Сугубовым, который ставит на первое место профилактику заболеваний и гигиену. Нина вместе с ним посещает различные места города, предприятия, очищенные Сугубовым от пыли, дыма и прочих вредностей, видит, как профессор решает возникающие проблемы. В полном восторге, она почти решает остаться у него, но Лавров настаивает, чтобы она заменила его лаборанта, уехавшего в командировку. Лавров знакомит Нину со своей научной работой — Лабораторией регенерации. Лавров ищет способы борьбы со старостью, которую считает вполне излечимой болезнью. Постепенно Нина знакомится с различными лабораториями профессора. Лавров показывает ей лабораторию Z, полностью изолированную от внешних электромагнитных излучений, где он исследует электромагнитные излучения мозга. Наконец, он решается рассказать о своей последней лаборатории — W. Чтобы спасти для страны угасающего гениального ядерщика Михеева, Лавров просит Нину помочь ему произвести над собой эксперимент по электризации мозга, который может помочь стареющему мозгу. В лаборатории W они начинают опыты. Поначалу они кажутся успешными, но вскоре Нина замечает, что Лавров потерял контроль над собой, и догадывается, что он втайне стимулирует свой мозг. Лавров попал под электронаркотическую зависимость и стал производить опасные опыты над стариками в институтской больнице. С помощью Сугубова, Нине удаётся усыпить Лаврова и излечить. Несмотря на неудачу с электризацией мозга, Михеев спасён работами других учёных.

## Персонажи
- Нина Никитина — аспирантка Института экспериментальной медицины
- Семён Зайцев — друг Нины, сотрудник института
- Леонтий Самойлович Сугубов — профессор института
- Иван Александрович Лавров — профессор-хирург
- Марин — заведующий лабораторией регенерации
- Варвара Николаевна — жена Лаврова
- Михеев — известный физик-ядерщик
- Анна Семёновна — дочь Михеева
- Глебов — начальник подводной арктической экспедиции